# Palazzo Tirelli (Parma)
Il Palazzo Tirelli è un edificio dalle forme rinascimentali situato in borgo San Vitale 6 a Parma; costituisce uno dei pochi residui esemplari di palazzi padronali del primo Rinascimento con influsso lombardo in città.

## Storia
Il palazzo fu edificato in epoca tardomedievale quale residenza di nobili casate.
Nel XIV secolo l'edificio apparteneva ai conti Bajardi, che eressero nel XV secolo la facciata rinascimentale ancora oggi visibile.
Nel XVII secolo il palazzo pervenne ad un ramo dei conti Garimberti, che si estinse all'inizio del XIX secolo; fu allora che subentrarono i marchesi Tirelli, famiglia creata nobile nel 1696 con Lettere Patenti del duca Francesco Farnese. Il marchese Francesco Tirelli prese possesso del palazzo in seguito al suo trasferimento da Guastalla, conseguente al suo matrimonio con Barbara Malaspina dei marchesi di Olivola, poi divenuta Dama di Corte della duchessa Maria Luigia.
Nell'ottobre 1943 nell'edificio, e precisamente nell'ufficio notarile di Giuseppe Micheli, venne fondata la sezione locale del Comitato di Liberazione Nazionale.
Gli eredi dei Tirelli rimangono proprietari di una parte del palazzo.

## Descrizione

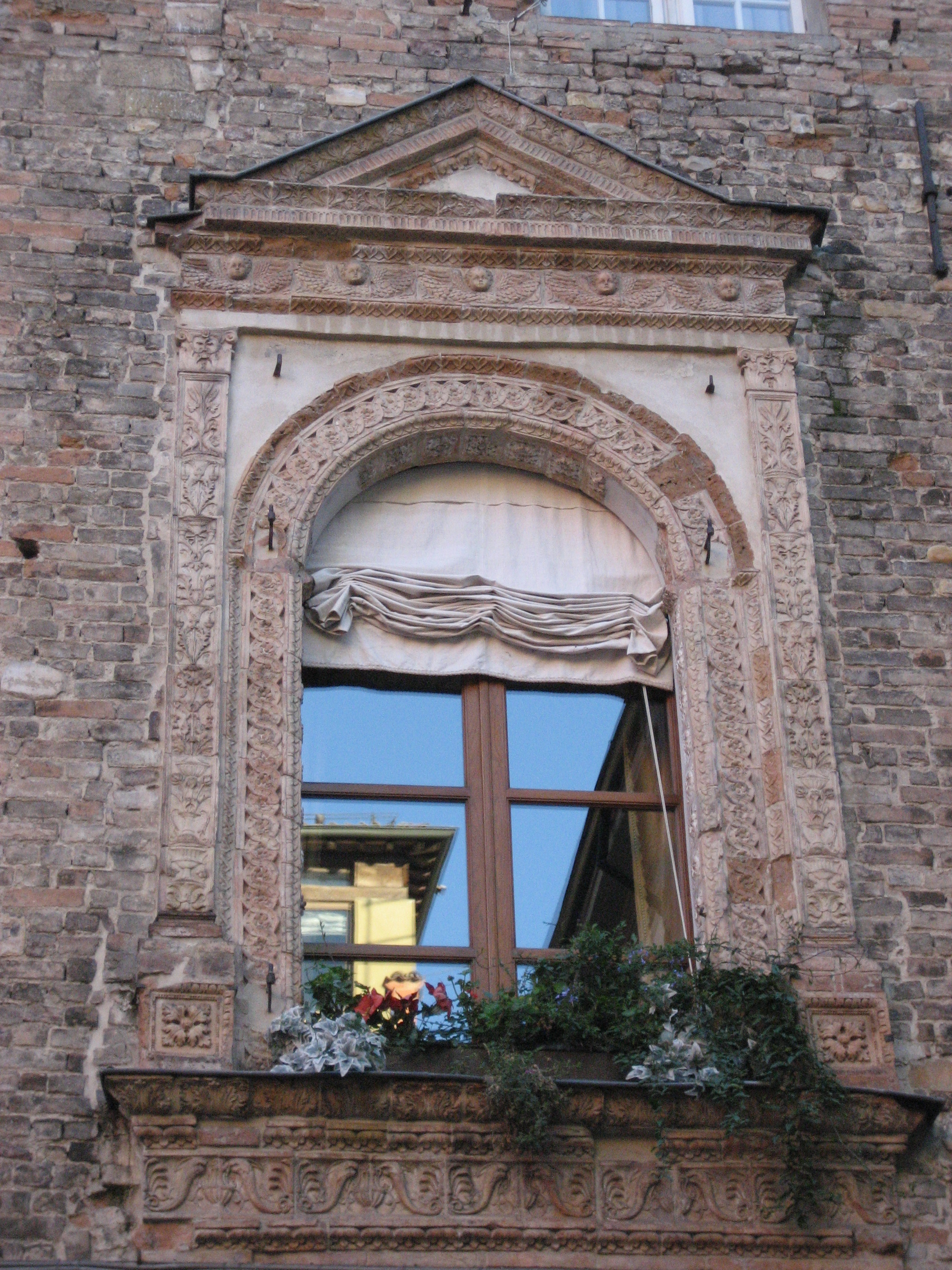
Una delle finestre rinascimentali sulla facciata principale

Il palazzo, posizionato all'angolo con la stretta via Nazario Sauro, si sviluppa attorno ad un cortile quadrato.
La facciata principale, di epoca quattrocentesca, costituisce l'elemento di maggior pregio dell'edificio; rivestita interamente in laterizio, si innalza su tre livelli fuori terra. Al primo piano le due ampie finestre più prossime al centro spiccano per la loro bellezza: in stile rinascimentale con influsso lombardo, conservano ancora pressoché integre le cornici in terracotta, ricchissime di raffigurazioni plastiche; le aperture, centinate ed incorniciate da fasce in terracotta, sono posizionate all'interno di ulteriori cornici poggianti sugli alti davanzali, costituite da lesene su cui poggiano i timpani triangolari. Ai lati, tra due coppie di semplici finestre, sono ancora visibili le cornici in cotto di ulteriori finestre chiuse in epoca remota.

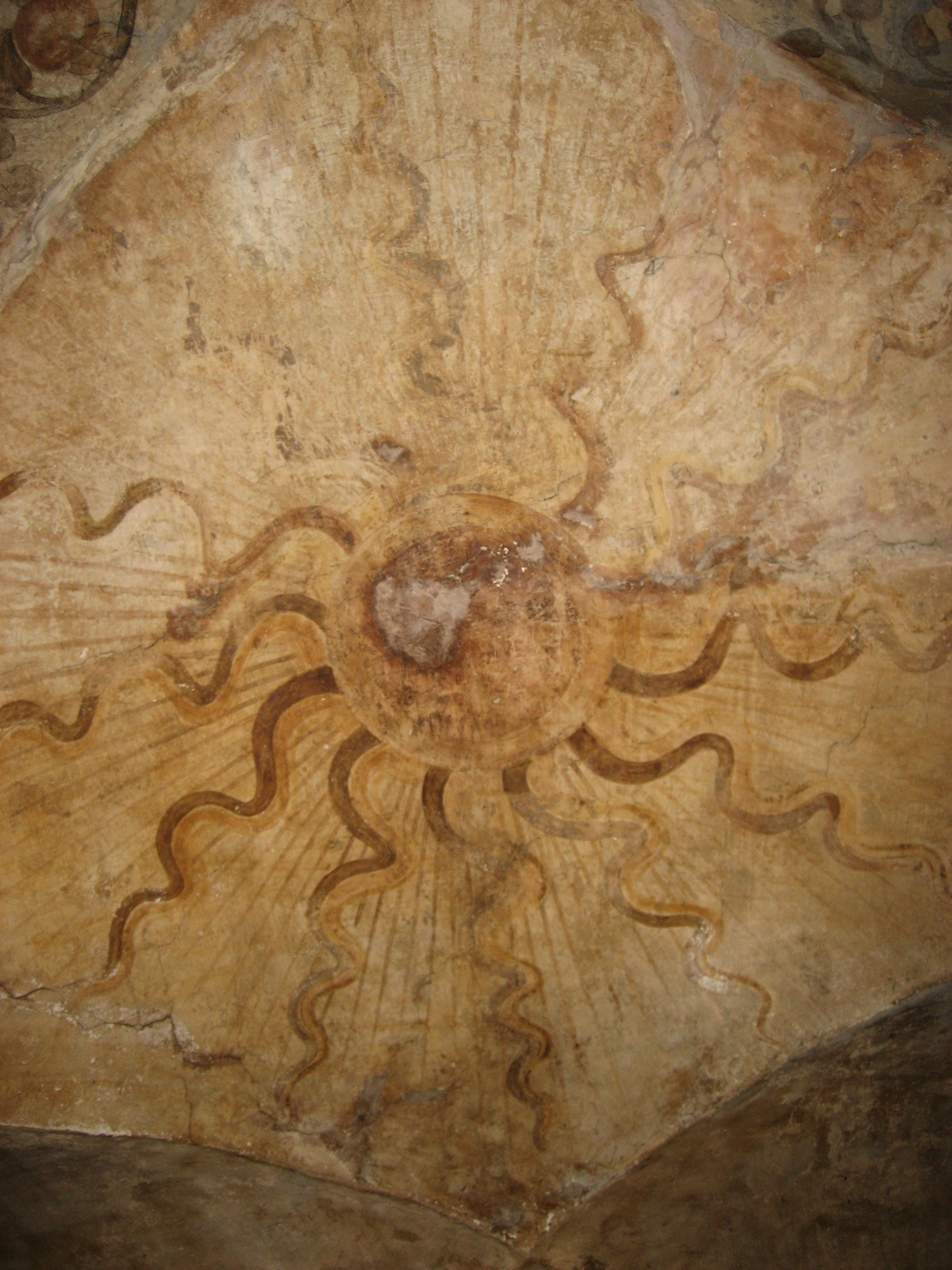
Volta dell'androne

Di pari valore è l'alto portale d'ingresso, in posizione leggermente asimmetrica all'interno della facciata: una cornice marmorea ornata di lupiniere inquadra l'arco sulla sommità, poggiante su due lisci piedritti.
Il profondo androne è caratterizzato dalla volta del soffitto, in cui sono ancora visibili tratti delle decorazioni quattrocentesche a racemi su fondo bianco, in cui è inserito il simbolo cristologico di san Bernardino da Siena.

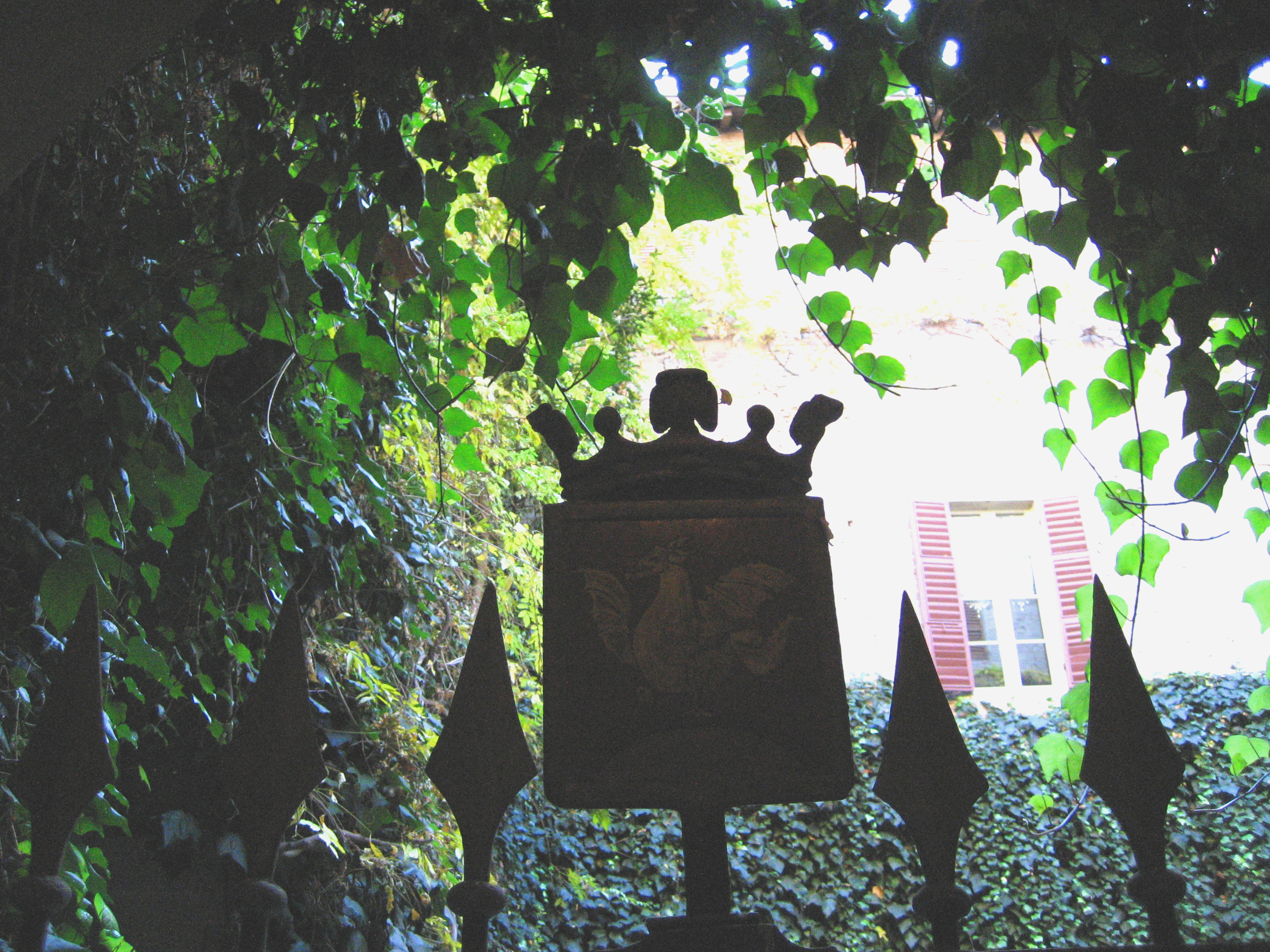
Cancello del cortile interno

Il cortile è porticato solo su un lato. Sul lato ovest due piccole finestre gotiche ad arco contengono lunette dipinte, di cui una originale quattrocentesca. Sul lato est spicca una grande arcata chiusa in mattoni, sostenuta da colonne con capitello cubico.
Un monumentale scalone a tre rampe, risalente al XVI o XVII secolo, conduce al piano nobile, caratterizzato da preziose decorazioni: le sale presentano soffitti in doppia orditura lignea con motivi decorativi pittorici come tavolette figurate, teste di cavallo e lingue di fiamma, oltre a pareti decorate con fasce dipinte a grottesche e finti marmi. Sono inoltre presenti arredi in stile impero in perfetto stato di conservazione.